# أوجو جابريل
أوجو جابريل (بالإيطالية: Ugo Gabrieli)‏ (6 يونيو 1989 بغاليبولي في إيطاليا - ) هو لاعب كرة قدم إيطالي في مركز حراسة المرمى. شارك مع منتخب إيطاليا تحت 18 سنة لكرة القدم ومنتخب إيطاليا تحت 19 سنة لكرة القدم. أما مع النوادي، فقد لعب مع نادي كاسالي ونادي ليتشي وكوسينزا كالشيو وUS Poggibonsi ‏ وASD Barletta 1922 ‏ وASD Martina Calcio 1947 ‏ ونادي براتو وPaganese Calcio 1926 ‏ وASD Città di Gallipoli ‏.

## وصلات خارجية
- أوجو جابريل على موقع قاعدة بيانات كرة القدم.إي يو (الإنجليزية)